# 727 (číslo)
Sedm set dvacet sedm je přirozené číslo. Následuje po čísle sedm set dvacet šest a předchází číslu sedm set dvacet osm. Římskými číslicemi se zapisuje DCCXXVII a řeckými číslicemi ψκζ.

## Matematika
727 je:
- Deficientní číslo
- Prvočíslo
- Nešťastné číslo

## Astronomie
- (727) Nipponia je planetka hlavního pásu, kterou objevil v roce 1912 Adam Massinger

## Roky
- 727
- 727 př. n. l.